# Тупик (Рязанская область)
Тупик — поселок в Ермишинском районе Рязанской области. Входит в Мердушинское сельское поселение.

## География
Находится в северо-восточной части Рязанской области на расстоянии приблизительно 17 км на север-северо-восток по прямой от районного центра поселка Ермишь.

## История
Поселок возник в начале XX века в связи со строительством узкоколейной железной дороги, предназначенной для вывоза срубленного леса в город Выксу. Участок дороги до того места, где сейчас находится поселок, был открыт в 1914 году. В последующем лесовозная узкоколейная железная дорога выксунского леспромхоза существовала до 1990-х годов. На карте 1976 года был обозначен как Мердушинский тупик.

## Население
| 1982 | 1989 | 2004 | 2010 | 2011 | 2023 |
| ---- | ---- | ---- | ---- | ---- | ---- |
| 260  | ↘188 | ↘115 | ↘43  | ↗45  | ↘16  |

Численность населения: 120 человек в 2002 году (русские 97 %), 45 в 2010.